# Crispin Freeman
Crispin McDougal Freeman, född 9 februari 1972 i Illinois, USA, är en amerikansk röstskådespelare. Freeman är bl. a främst känd för röstrollerna som Alucard i Hellsing, Uchiha Itachi och Ebisu i Naruto, Zeldagis Greywords i Slayers, Kyon i The Melancholy of Haruhi Suzumiya och som Togusa i Ghost in the Shell: Stand Alone Complex.
1995 fick Crispin Freeman göra den engelska rösten för Zeldagis Greywords i Slayers. Han var den andre och siste som fick göra rösten för karaktären. Sedan dess har Freeman haft många olika projekt och medverkat mestadels i engelska versioner av manga- och animeserier.

## Filmografi

### Anime
- .hack//SIGN - Balmung, AI Harald
- .hack//Legend of the Twilight - Balmung
- .hack//Liminality Vol. 1: In the Case of Mai Minase - Harald Hoerwick
- .hack//Liminality Vol. 2: In the Case of Yuki Aihara - Yuki's Brother
- .hack//G.U. - Sakaki
- Angel Sanctuary - Alexiel|Rosiel
- Angel Tails - Shin
- Argento Soma - Dan Simmonds
- The Big O - Alan Gabriel
- Boogiepop Phantom - Masami Saotome
- Blood+ - Haji, Van Argeno, Joel Goldschmidt VI
- Code Geass - Jeremiah Gottwald
- Cosmo Warrior Zero - Zero
- Cowboy Bebop: The Movie - Telephone Operator
- Chobits - Hideki Motosuwa
- Digimon Frontier - Kouichi Kimura, Olika röster
- Digimon Data Squad - Thomas H. Norstein
- Durarara!! - Shizuo Heiwajima
- Eureka Seven - Holland Novak
- Eyeshield 21 - Shin Seijuro
- Fencer of Minerva - Sho
- Geneshaft - Mario Musicanova
- Ghost in the Shell: Stand Alone Complex, Ghost in the Shell: S.A.C. 2nd GIG, Ghost in the Shell: S.A.C. Solid State Society - Togusa
- Ghost Slayers Ayashi  - Genbatsu Edo
- Eldflugornas grav - Olika röster
- Hellsing - Alucard
- Det levande slottet - The Prince/Herr Kolrot
- IGPX Immortal Grand Prix - Bjorn Johannsen
- I My Me! Strawberry Eggs - Hibiki Amawa )
- Initial D - Kouichiro "Cole" Iketani
- Irresponsible Captain Tylor - Captain Tylor
- Kikaider - Rei/Kikaider 00
- Kurokami - Reishin Shishigami
- Last Exile - Alex Row
- Lucky ☆ Star - Clerk Sugita, Kyon Cosplayer, Olika röster
- Mars Daybreak - Rich
- The Melancholy of Haruhi Suzumiya - Kyon
- Naruto - Itachi Uchiha, Ebisu, Fourth Kazekage, Shibi Aburame, Kusuna
- Night on the Galactic Railroad - Campanella
- Noein - Karasu
- Now and Then, Here and There - Tabool
- Photon - The Emperor
- Ping-Pong Club - Takeda
- Planetes - Colin Clifford
- Please Twins! - Kousei Shimazaki
- Ponyo på klippan vid havet - Olika röster
- Read or Die - Joker
- Record of Lodoss War—Chronicles of the Heroic Knight - Spark, Garrack (Episod 16-27), Maar, Groder (Episod 7), Gaberra (Episod 8)
- Rave Master - Shuda, Sieg Hart
- Revolutionary Girl Utena - Touga Kiryuuo, Dios
- RG Veda - Taishakuten
- Rurouni Kenshin - Shougo Amakusa, Shibata
- Sakura Wars: The Movie - Brent Furlong
- s-CRY-ed - Straight Cougar]
- Scrapped Princess - Shannon Casull
- Shamanic Princess - Kagetsu
- Space Travelers - Jetter
- Slayers - Zelgadis Greywords, Olika röster
- Slayers Premium - Zelgadis Greywords
- Strait Jacket - Isaac Hammond
- Stitch! - Evile, The Experiment 627
- Tekkonkinkreet - Olika röster
- Tenchi Muyo! - Kamikura
- The Disappearance of Haruhi Suzumiya - Kyon
- Vandread - BC
- Virgin Fleet - Mau
- Witch Hunter Robin - Amon
- Wolf's Rain - Tsume
- Wolverine - Tesshin Asano
- X-TV - Fuuma Monou
- Zatch Bell! - Wonrei, Kane, Gustav, Mamoru Iwashima, Albert, Oren, Albert, Olika röster

### CGI
- Final Fantasy VII: Advent Children - Rude
- Resident Evil: Degeneration - Frederick Downing

### Live-Action
- Versus - Ponytail, One-handed Sidekick
- Old Boy – hämnden - Lee Woo-jin
- War of the Arrrows - Choi Nam-yi
- Adventures in Voice Acting - Sig själv
- Anime: Drawing a Revolution - Sig själv
- Eastbound and Down - Nick Wilson

### Icke-Anime
- Superman vs The Elite -TBA
- Ice Age 2 - Olika röster
- Important Things with Demetri Martin - Bystander
- Scooby Doo! Mysteriegänget - Howard E. Robertson, Rhino
- The Spectacular Spider-Man - Electro
- W.I.T.C.H. - Raphael Sylla
- Wolverine and the X-Men - Multiple Man, Maverick
- Young Justice - Red Arrow, Guardian, Deadshot, Mirror Master, WayneTech Guard, Museum Curator

### Datorspel
- .hack//MUTATION - Balmung
- .hack//OUTBREAK - Balmung
- .hack//QUARANTINE - Balmung
- .hack//G.U. vol. 1//Rebirth - Sakaki
- .hack//G.U. vol. 2//Reminiscence - Sakaki, Azure Balmung
- .hack//G.U. vol. 3//Redemption - Sakaki, Azure Balmung
- Ace Combat 5: The Unsung War - Allen C. Hamilton
- Armored Core 4 - Unseel, Red Cap, Defense Force
- Atelier Iris: Eternal Mana - Delsus
- Ape Escape: Pumped & Primed - Specter
- Baten Kaitos Origins - Heughes
- Batman: Arkham City - Political Prisoners, Officer Michaels, Ernest Ray
- Beat Down: Fists of Vengeance - Eugene
- Bioshock 2 - Olika röster
- Breakdown - Solus
- Castlevania: Curse of Darkness - Hector
- Castlevania: Lament of Innocence - Mathias Cronqvist
- Castlevania: Portrait of Ruin - ADR Director
- Champions: Return to Arms - Vai Shir Cat Warrior
- Company of Heroes - Airborne Commander
- Crisis Core: Final Fantasy VII - Rude, Kunsel
- Death by Degrees - Alan Smithee
- Diablo III  - Male Wizard
- Digimon World Data Squad - Thomas H. Norstein
- Disgaea 4  - Zetta
- Dungeon Siege III - Lucas Montbarron
- Dynasty Warriors-serien - Guan Yu
- Final Fantasy XIV - Olika röster (ej krediterad)
- Fragile Dreams: Farewell Ruins of the Moon - Old Man
- Ghost in the Shell: Stand Alone Complex - Togusa
- God of War III - Helios
- Gods Eater Burst - Johannes von Schicksal
- Gothic 3 - Nameless Hero
- Guild Wars 2 - Olika röster
- Halo Wars - Spartan 092: Jerome, Olika röster
- Harvey Birdman: Attorney at Law - Myron Reducto
- Hitman: Blood Money - Rick Henderson
- Justice League Heroes - Superman
- Kessen III - Nobunaga Oda
- Kingdom Hearts II - Setzer Gabbiani, Will Turner
- Lair - Koba-Kai, Wingman
- Magna Carta 2 - Alex Laimon Roodo
- Makai Kingdom: Chronicles of the Sacred Tome - Overlord Zetta
- Marvel: Ultimate Alliance - Bucky, Armored Atlantians
- Marvel: Ultimate Alliance 2 - Iron Man, Titanium Man, Subway Officer
- Metal gear rising: Revengeance - Sundowner
- Metal Gear Solid 4: Guns of the Patriots - Fiendesoldat
- Metal Gear Solid: Portable Ops - High Officer A
- Nano Breaker - Jake Warren
- Overwatch - Winston
- Naruto-serien - Itachi Uchiha, Genma Shiranui
- Neverwinter Nights 2: Mask of the Betrayer - Gann of dreams
- Paraworld - Bela
- Phantom Brave - Raphael
- Pirates of the Caribbean: At World's End - Will Turner
- Pirates of the Caribbean: The Legend of Jack Sparrow - Will Turner
- Project Sylpheed - Taskent Eagle
- Rave Master: Special Attack Force! - Sieg Hart
- Resistance 3 - Charlie Tent, Winston
- Rise of the Argonauts - Achilles
- Rogue Galaxy - Gale Dorban/Jaus
- Saints Row: The Third - Olika röster
- Shin Megami Tensei: Digital Devil Saga - Heat
- Shin Megami Tensei: Digital Devil Saga 2 - Heat
- SOCOM: U.S. Navy SEALs Fireteam Bravo 2 - BRONCO
- SOCOM: U.S. Navy SEALs Tactical Strike - BRONCO
- Soulcalibur III - Siegfried Schtauffen
- Star Ocean: Till the End of Time - Albel Nox
- Suikoden Tactics - Iskas
- Tales of Symphonia - Regal Bryant
- Tekken 5/Tekken 5: Dark Resurrection - Bruce Irvin
- Tekken 6/Tekken 6: Bloodline Rebellion - Bruce Irvin
- The Lord of the Rings: The Battle for Middle-earth II - Haldir
- The Lord of the Rings: War in the North - Legolas
- Too Human - Baldur
- Transformers: War for Cybertron - Breakdown
- Universe at War: Earth Assault - Prince Zessus
- Urban Reign - Lin Fong Lee
- Valkyria Chronicles II - Zeri
- Watchmen: The End Is Nigh - Dr Manhattan
- White Knight Chronicles: International Edition - Setti, Grazel
- Xenosaga Episode I: Der Wille zur Macht - Albedo Piazolla / Gaignun Kukai (Nigredo) / Jin Uzuki
- Xenosaga Episode II: Jenseits von Gut und Böse - Albedo Piazolla / Gaignun Kukai (Nigredo)
- Xenosaga Episode III: Also sprach Zarathustra - Albedo Piazolla / Gaignun Kukai (Nigredo)
- Zatch Bell! Mamodo Battles - Albert, Gustav, Wonrei
- Zatch Bell! Mamodo Fury - Albert, Gustav, Wonrei